# Un tătic grozav
Un tătic grozav (engleză: Big Daddy) este un film american de comedie regizat de Dennis Dugan în care interpretează Adam Sandler, care a fost lansat în 25 iunie 1999 de Sony Pictures Releasing prin Columbia Pictures.
Sonny Koufax (Sandler)este un tip iresponsabil, nătâng, care a refuzat să fie un adult responsabil. Trăiește de pe urma unui accident care i-a adus 200.000 de $. Este angajat numai o parte din timp, ca colecționar de taxe de cabină. Cel mai bun prieten al lui este un milos tip de la livrări pe nume Nazo (Rob Schneider) care trece pe la acesta foarte des.
Filmul prezintă prietenii lui Sony, toți colegii de școală, cum își continuă viața. Unul dintre ei s-a căsătorit, iar ceilalți doi băieți de la școală, dezvăluie că sunt homosexuali. Iubita lui Sonny, Vanessa (Kristy Swanson) este dezgustată și nedumerită de comportamentul inconștient a lui Sonny, încheie relația romantică dintre ei.
Sonny începe să fie ocupat cu o nouă serie de evenimente. Colegul de cameră a lui Sony, Kevin (Jon Stewart), este dezvăluit ca fiind tată, având un fiu nelegitim pe nume Julian (Dylan si Cole Sprouse). Sonny încearcă să-l dea înapoi părinților săi, însă află de la Servicile Sociale că mama lui Julian a murit de cancer. În tot acest timp petrecut cu Julian, Sonny își descoperă o nouă viață alături de el. Dar a înșelat Servicile Sociale când s-a dat drept Kevin, nu Sony Koufax ca să poată avea grijă de Julian.

## Primire
Filmul a fost un succes, primind 163$ milioane. Oricum, filmul a primit replici negative din partea criticilor. A fost nominalizat la 4 premii Razzie, categoriile Worst Picture, Worst Director, Worst Supporting Actor pentru Rob Schneider și Worst Screenplay, iar Adam Sandler a câștigat la categoria Worst Actor.

## Interpreții
| Character                        | Actor/Actress          |
| -------------------------------- | ---------------------- |
| Sonny Koufax                     | Adam Sandler           |
| Julian "Frankenstein" McGrath    | Cole and Dylan Sprouse |
| Layla Maloney                    | Joey Lauren Adams      |
| Nazo                             | Rob Schneider          |
| Corrine Maloney                  | Leslie Mann            |
| Tommy Grayton                    | Peter Dante            |
| Arthur Brooks                    | Josh Mostel            |
| Phil D'Amato                     | Allen Covert           |
| Kevin Geraghty                   | Jon Stewart            |
| Lenny Koufax                     | Joseph Bologna         |
| Vanessa                          | Kristy Swanson         |
| Homeless Guy                     | Steve Buscemi          |
| Mike                             | Jonathan Loughran      |
| Singing Kangaroo (Kangaroo Song) | Tim Herlihy            |
| Sid                              | Geoffrey Horne         |

## Melodiile din film
- "Do Wah Ditty" by Zapp and Roger )
- "Dancing In The Moonlight" by The CrownSayers
- "Sweet Dreams (Are Made of This)"
- "Growin' Up" (a song from the first album
- "Instant Pleasure" by Rufus Wainwright
- "Sweet Child O' Mine"
- "When I Grow Up"
- "If I Can't Have You"
- "Jump"
- "Growin' Up"
- "Blue Collar Man"
- "Eye of the Tiger"
- "Night's Interlude"

- "Sweet Child O' Mine"
- "When I Grow Up"
- "Peace Out"
- "Just Like This"
- "Only Love Can Break Your Heart"
- "Ga Ga" by Melanie C
- "What Is Life"
- "The Kiss"
- "Instant Pleasure"
- "Ooh La La"
- "Sid"
- "If I Can't Have You"
- "Smelly Kid"
- "Passing Me By"
- "Rush"
- "Babe"
- "Hooters"
- "Overtime"
- "The Kangaroo Song"